# Rhynchostegium malmei
Rhynchostegium malmei är en bladmossart som beskrevs av Jean Édouard Gabriel Narcisse Paris 1905. Rhynchostegium malmei ingår i släktet näbbmossor, och familjen Brachytheciaceae. Inga underarter finns listade i Catalogue of Life.